# Cyperus eboracensis
Cyperus eboracensis är en halvgräsart som beskrevs av R.Booth, D.J.Moore och Hodgon. Cyperus eboracensis ingår i släktet papyrusar, och familjen halvgräs.
Artens utbredningsområde är Queensland. Inga underarter finns listade i Catalogue of Life.